# Скален даман
Скалният даман (Procavia capensis) е вид бозайник от семейство Procaviidae, единствен представител на род Procavia.

## Разпространение и местообитание
Разпространен е в Алжир, Ангола, Бенин, Ботсвана, Буркина Фасо, Гамбия, Гана, Гвинея, Гвинея-Бисау, Джибути, Египет, Еритрея, Етиопия, Замбия, Зимбабве, Йемен, Израел, Йордания, Камерун, Кения, Демократична република Конго, Кот д'Ивоар, Лесото, Либия, Ливан, Мавритания, Малави, Мозамбик, Намибия, Нигер, Нигерия, Оман, Руанда, Саудитска Арабия, Свазиленд, Сенегал, Сиера Леоне, Сомалия, Судан, Танзания, Того, Уганда, Централноафриканската република, Чад, Южен Судан и Южна Африка.